# Garnier (merk)
Garnier (ook wel Laboratoires Garnier) is een merk van verzorgingsproducten voor huid en haar van het Franse cosmeticabedrijf L'Oréal.
In 1904 bracht Alfred Amour Garnier een plantaardige haarlotion op de markt, La Lotion Garnier. Hij specialiseerde zich daarna ook in middelen voor huidverzorging op natuurlijke basis.